# Jamie Casselman
James Casselman detto Jamie (17 maggio 2000) è uno sciatore alpino canadese.

## Biografia
Sciatore polivalente originario di Cranbrook e attivo dall'agosto del 2016, in Nor-Am Cup Casselman ha esordito il 17 dicembre 2016 a Panorama in slalom speciale, senza completare la gara, e ha conquistato il primo podio l'8 aprile 2024 nella medesima località in slalom gigante (3º); ha debuttato in Coppa del Mondo il 27 ottobre 2024 a Sölden in slalom gigante, senza completare la prima manche. Non ha preso parte a rassegne olimpiche o iridate.

## Palmarès

### Nor-Am Cup
- Miglior piazzamento in classifica generale: 20º nel 2020
- 1 podio:
  - 1 terzo posto

### Campionati canadesi
- 1 medaglia:
  - 1 oro (slalom gigante nel 2024)